# Mithras

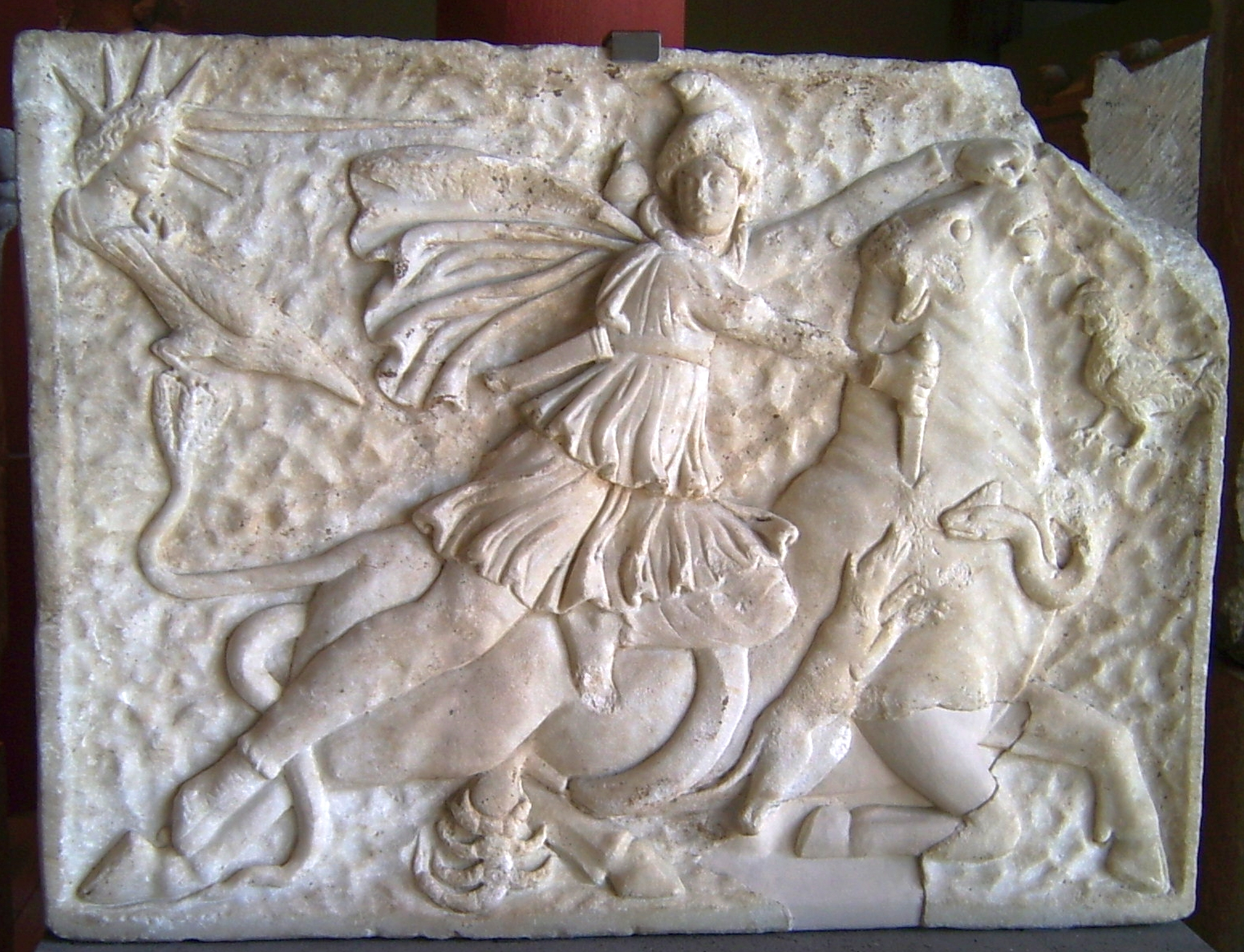
Mithraskultrelief aus dem 2./3. Jahrhundert, gefunden im Rheinland, heute als Leihgabe im Römisch-Germanischen Museum Köln

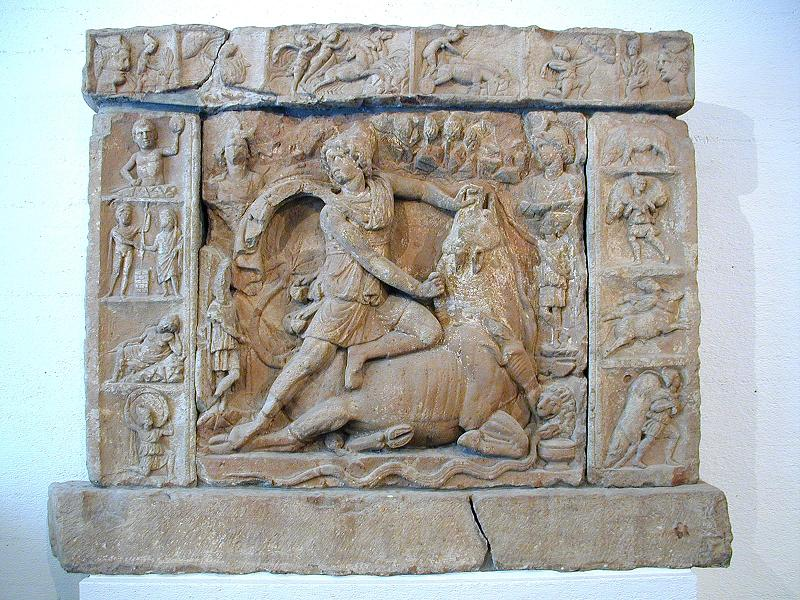
Relief mit Stiertötungsszene aus Heidelberg-Neuenheim, 2. Jahrhundert

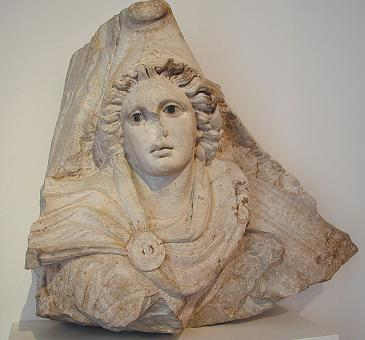
Kultrelief des Mithras, Rom, 2. Jahrhundert

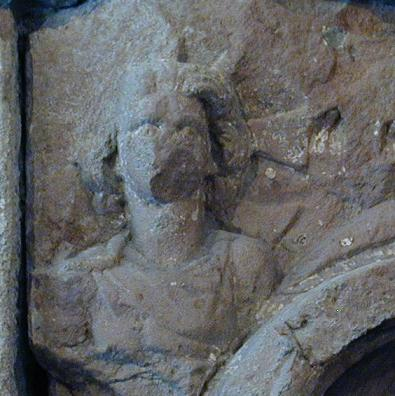
Sol invictus Mithras im Mithrasrelief von Heidelberg-Neuenheim, 2. Jahrhundert, Badisches Landesmuseum

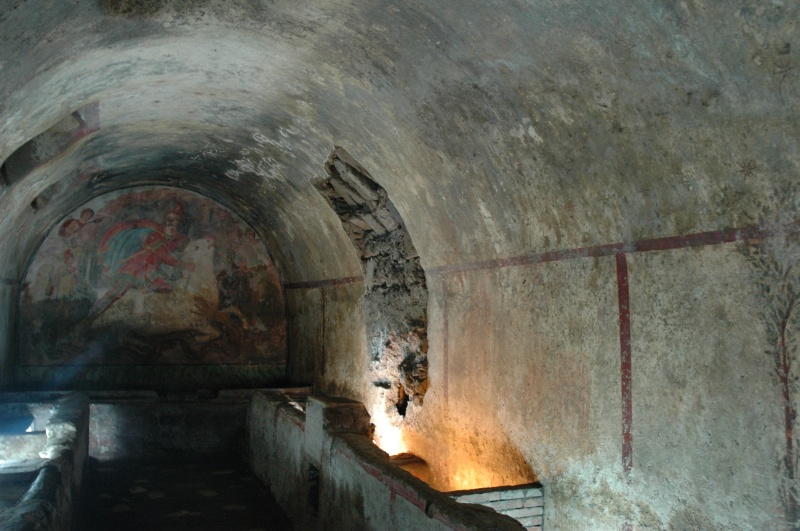
Mithras-Heiligtum in Santa Maria Capua Vetere

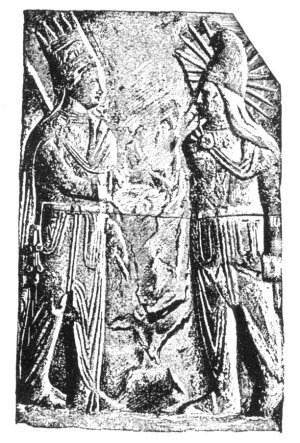
Dexiosis-Relief mit König Antiochos I. von Kommagene (69–31 v. Chr.) und Mithra. Fundort: Berg Nemrut. Der Kult in Kommagene wird bereits als unter westlichem Einfluss stehenden höfischen Form der Mithras-Verehrung angesehen.

Mithras ist eine römische Gottheit und als Göttergestalt eine mythologische Personifizierung der Sonne, die im Mithraismus verehrt wurde. Der Name Mithras geht auf die indoiranische Gottheit Mitra bzw. Mithra des Rigveda und Avesta zurück, die eine der mächtigsten Gottheiten war und die Einhaltung der Verträge und Eide überwachte. Der römische Mithras unterscheidet sich vom Mitra/Mithra der indoiranischen Völker, so dass die beiden trotz der gemeinsamen Ursprünge nur in einer indirekten Beziehung zueinander stehen.

## Mitra/Mithra in den Veden und dem Avesta
Mitra/Mithra (vedisch Mitra, avestisch Mithra) ist ein „urarischer Gottesname“, der über das Rigveda und Avesta überliefert ist. Mitra/Mithra hat sowohl im vedischen als auch avestischen Umfeld die Bedeutung eines Vertrags. Der Gott wurde in einem phänomenologischen Ansatz als derjenige, „der die Dinge ins rechte Lot bringt“, umschrieben. In dieser Funktion ist er der Wahrer des Rechts (Rita), der die Verbindungen zwischen Götterwelt und Menschen regelt. Im Avesta wird Mithra als „Herr der Länder“ und „Herr der Weide“ bezeichnet und das zehnte Buch des Yascht ist seiner Verehrung gewidmet. Die Zoroastrier feiern bis heute das Mehrgan-Fest.
Mithra ist im Mihr-Yascht, der mittelpersische Begriff für das zehnte Buch des Yascht, als mächtiger Gott beschrieben und einer der Ahuras (Herren). Mithra gewährt wunderbaren Segen und beschwört Katastrophen für diejenigen herauf, die sich nicht an die Verträge halten, die gegen Vertragspartner kämpfen und sich nicht den Eiden verpflichtet fühlen. Ob Mithra wütend oder friedfertig ist, er bleibt ein Wohltäter des Menschen, der seinerseits nicht in Frieden leben kann ohne Wahrheitsliebe. Mithra beobachtet und überwacht alles ununterbrochen, was zwischen Himmel und Erde existiert. Er verkörpert ein heiliges Konzept, das essentiell für eine Gesellschaft im täglichen Leben ist. Er ist eine Gottheit für Männer mit Autorität: der Herr über das Haus, der Vorsteher des Dorfes, der Stammesführer und der Herrscher über das Land.
Im Avesta sind mehrere Charakteristiken des späteren römischen Mithras angelegt. Das zehnte Buch des Yascht zeigt die engen Verbindungen der Gottheit mit der sozialen und kosmischen Ordnung, der Sicherung von Fruchtbarkeit und der Wasserversorgung, der Bindung an die Sonne und die ethischen Bedingungen, die an die Gläubigen gestellt werden. Diese vier wichtigen Themen erscheinen in anderer, aber wieder erkennbarer Form im römischen Kult, ebenso wie die beiden avestischen Begleiter des Mithra, Rašnu und Sraoša.

## Mitra/Mithra/Mihr in Persien
Mitra/Mithra (altpersisch Mitra und Miθra) tritt im ersten persischen Großreich erstmals in den achämenidischen Königsinschriften aus dem 4. Jahrhundert v. Chr. auf. Auf mehreren Inschriften von Artaxerxes II. aus Susa und Hamadan und einer Inschrift von Artaxerxes III. aus Persepolis wird Mitra/Mithra neben Ahuramazda und Anahita um Schutz gebeten. In den Verwaltungsarchiven von Persepolis im frühen 5. Jahrhundert v. Chr. wird die Gottheit nicht erwähnt und es sind keine Hinweise vorhanden, dass es einen Kult gegeben hat.

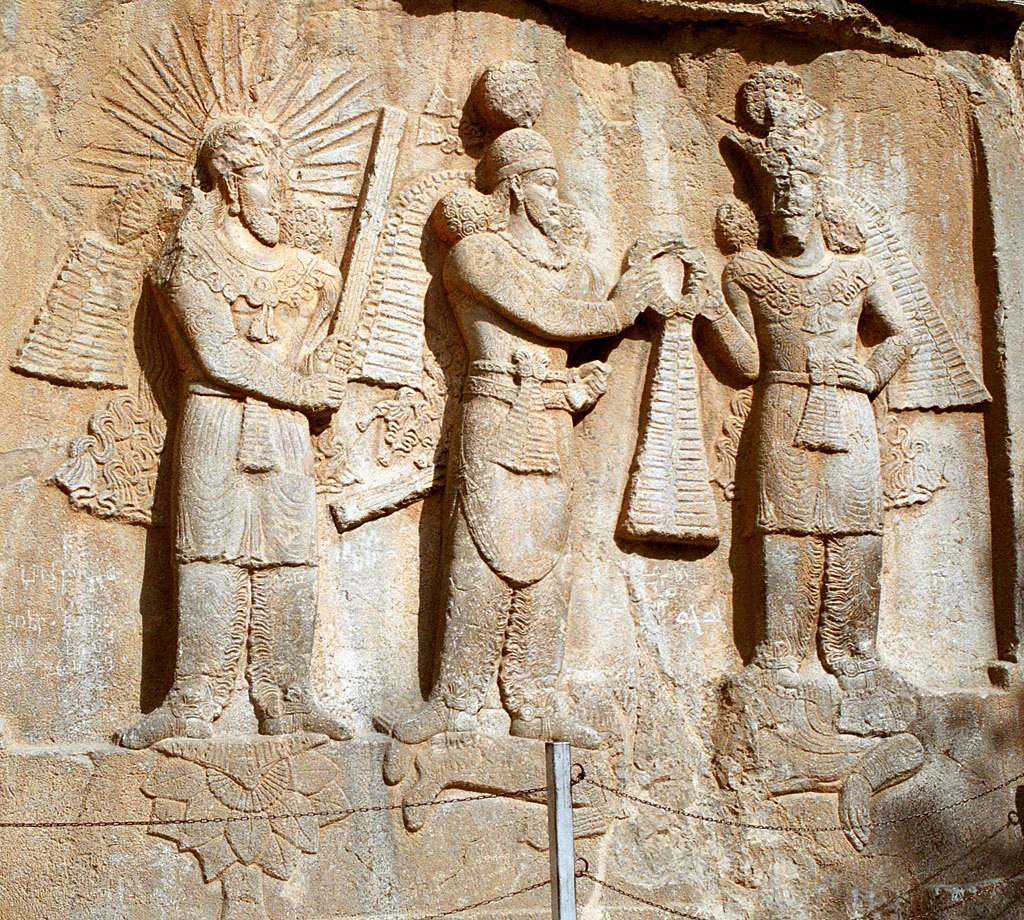
Relief zu Taq-e Bostan: Investitur Ardaschirs II. mit der Darstellung Mithras hinter und Ahura Mazdas vor dem sassanidischen iranischen Großkönig

In der Spätantike zählte Mihr (mittelpersisch Mihr und neupersisch مهر, DMG Mehr, Mihr) neben Ahuramazda und Anahita zu den wichtigen Göttern im Sassanidenreich. Mit einer Keule in den Händen und einem Strahlenkranz um sein Haupt ist Mihr auf einer Stern-Lotus-Blume stehend auf der Krönungsszene von Ardaschir II. in Taq-e Bostan dargestellt. Es ist die einzige bildliche überlieferte Darstellung von Mihr während der Herrschaft der Sassaniden. Es wird vermutet, dass die Herrschaft von Ardaschir II. zusätzlich mit dem Gott, der die Sicherheit der Verträge garantierte, legitimiert wurde.

## Mitra/Mithres/Mithras in Kleinasien
Außerhalb von Indien und Iran sind erste Aufzeichnungen über Mitra (Mi-it-ra-) durch Tontäfelchen aus Ḫattuša, der Hauptstadt des Hethiterreiches, bekannt, auf denen ein Vertrag zwischen den Hethitern und ihrem Nachbarvolk, den Mittani, abgeschlossen wurde. Auf diesen, in das 14. Jahrhundert v. Chr. datierten Täfelchen gilt Mitra als Schirmherr des Vertrages. Der Vertrag zwischen Šuppiluliuma I. und Šattiwazza wird als Gebilde indo-arischer Ausprägung verstanden.
Einige lokale Kulte in Kleinasien überlebten den Kollaps des Achämenidenreichs. Dies wird deutlich über archäologische Funde, die den Gott namentlich aufführen oder bildlich darstellen. Die Funde stammen aus Kappadokien (Mithres/Mithras), Aspona (Mithres), Lykien (Mithres/Helios Mithras) und einigen anderen Stätten in Kleinasien aus hellenistischer Zeit und dem 1. bis 3. Jahrhundert n. Chr. Da die Archäologie trotz der Funde bis heute keine Angaben über die Expansion des Kults vom Osten in den Westen machen kann, ist bis heute unklar, wie und von wo aus sich die Varianten des Kults in Kleinasien zum gesamt-römischen Mithraismus entwickeln konnten.
Verschiedene Herrschernamen im Königreich Pontos und anderen hellenistischen Monarchien sowie der Parther lauten Mithridates = „von Mithra gegeben“. Der Erste, Mithridates I. aus Pontos, führte diesen Namen ab 281 v. Chr. Bekannt wurde Mithridates VI. (Eupator), der nahezu ein halbes Jahrhundert lang als Rivale zwischen dem Römischen Reich und den Parthern agierte.

## Mithras im Römischen Reich

Das Römische Reich ca. 60 n. Chr.

Laut Plutarch lernten die Römer den Kult durch Seeräuber aus Kilikien kennen, die von Pompeius 67 v. Chr. entscheidend bekämpft wurden. Durch römische Legionäre gelangte der sittlich strenge, ausschließlich auf Männer abgestellte Mithraskult danach in das Römische Reich.
In der modernen Forschung wird abweichend hiervon hingegen vermehrt die These vertreten (vgl. besonders R. Merkelbach und M. Clauss), dass der römische Mithraskult vielmehr eine römische Neuschöpfung gewesen sei, die vom iranischen Kult nur peripher beeinflusst wurde: Im 1. Jahrhundert n. Chr. habe ein heute unbekannter Stifter diesen neuen Kult unter Rückgriff auf orientalische Elemente in Italien (genauer: in Rom) ins Leben gerufen. Neben dieser existieren noch weitere moderne Hypothesen zum Ursprung des römischen Mithraskultes.
Dieser erreichte jedenfalls seinen Höhepunkt im 2. und 3. Jahrhundert und unterlag im 4. Jahrhundert dem nunmehr staatlich geförderten Christentum, das im Jahr 380 mit dem Edikt Cunctos populos zur alleinigen römischen Staatsreligion erhoben wurde. Es dauerte allerdings noch länger, bis der Kult ganz unterdrückt worden war. In Baalbek wurde der große Haupttempel des Sol Invictus Mithras erst im Jahr 554 aufgegeben, nachdem er nach einem Blitzeinschlag ausgebrannt war.
Umstritten ist, wie verbreitet der Kult tatsächlich war und welche gesellschaftliche Bedeutung er besaß. Eine wirkliche Konkurrenz zu dem ganz anders ausgerichteten und strukturierten Christentum scheint er nicht gewesen zu sein – schon wegen des Ausschlusses von Frauen: Während das Christentum vielfach von Müttern an ihre Kinder weitergegeben wurde, konnte der Mithraskult neue Anhänger nur durch Mission gewinnen.

### Mythologie
Man weiß nur wenig Genaues über den römischen Mithraskult und seine Mythologie. Das hat zwei Hauptgründe: Zum einen war der Kult in seiner römischen Variante eine Mysterienreligion, deren Anhängern streng verboten war, Konkretes über Glaubensinhalte und Rituale zu erzählen oder niederzuschreiben. Zum anderen bemühte sich das siegreiche Christentum, die Erinnerung an den Mithraskult zu unterdrücken. Daher ist es nahezu unmöglich, Sicheres zum Mithraskult zu sagen (auch wenn in der Forschungsliteratur teils anderes suggeriert wird). Fast alles ist umstritten.
Mithras wurde von einem Vatergott ausgeschickt, die Welt zu retten. Er wurde aus einem Stein in einer Felsenhöhle geboren, der von den Mysten als petra genetrix („Mutterfelsen“) angerufen wurde. Demnach spricht man von einer Felsgeburt. Die mithräische Ikonographie stellt Mithras als Jüngling dar, der eine phrygische Mütze trägt. Die Innenseite seines Umhangs ist oft wie ein Sternenhimmel dekoriert.
Zentral in der mithräischen Ikonographie ist das Motiv einer Stiertötung. Zur Darstellung und verschiedenen Deutungen der Stiertötungsszene im Mithraismus siehe den Artikel Tauroktonie.

### Mithras als Sonnengott
Ähnlich wie der persische Gott Mithra Jahrhunderte zuvor schon als Sonnengott verehrt worden war, bekam Mithras auch bei den Römern oft den Beinamen Sol invictus (lat. „der unbesiegte Sonnengott“). Viele antike Abbildungen zeigen Mithras gleichrangig mit dem Sonnengott Sol oder als Sieger über diesen. Da Mithras und Sol nicht identisch waren, sollte der Beiname möglicherweise ausdrücken, dass Mithras von Sol die Rolle des Kosmokrators (Beherrschers des Kosmos) übernommen hatte. Zwischen dem 3. und 6. Jahrhundert war Sol invictus Mithras eine der beliebtesten Gottheiten unter römischen Nichtchristen.

### Archäologische Stätten
Die Mithras-Tempel heißen Mithräen. Typischerweise enthielten sie zwei lange Reihen von Liegen, die durch einen Mittelgang voneinander getrennt waren, der vom Eingang auf das Kultbild hinführte. Dieses zeigte die Stiertötung durch Mithras, oft ergänzt um weitere Szenen und Symbole mit umstrittener Bedeutung. Die Mithräen sind relativ klein, also auf nur kleine Kultgemeinschaften ausgerichtet, und waren offenbar oft nicht lange in Benutzung, so dass ihre große Anzahl nichts über die Zahl der Anhänger insgesamt aussagt. Offenbar durfte die Kultgemeinde eine gewisse Größe nicht überschreiten; um dies zu vermeiden, wurden oft mehrere Mithräen an einem Ort gegründet. Sie wurden mit der Christianisierung Europas und dem damit verbundenen Ende des Mithraismus weitgehend zerstört (die übrigen verfielen), aber ihre archäologischen Überreste sind heute noch im gesamten Gebiet des Römischen Reiches zu finden, von der Iberischen Halbinsel bis Kleinasien, von den Britischen Inseln bis zur Küste Nordafrikas. Etliche Mithräen wurden auch in Südwestdeutschland gefunden, etwa in Saarbrücken und in Schwarzerden im Saarland, Dieburg und Heidelberg. Das einzige auf bayerischem Boden erhaltene Mithräum findet sich an der ehemaligen römischen Straßenstation "ad nonas" der Via Claudia Augusta im heutigen Königsbrunn. Auch im bosnischen Jajce gibt es Zeugnisse des Mithraskultes.
Ein besonders gut erhaltenes Mithräum findet sich in Italien, in der Ortschaft Santa Maria Capua Vetere (nahe Caserta). Es wurde im Jahre 1924 entdeckt. Die Decken sind bemalt und mit Stuck dekoriert und zeigen Motive aus dem Mithras-Mythos (unter anderem die Stiertötung durch Mithras).
Ein weiteres erhaltenes Mithräum ist in der Römerstadt Ostia Antica zu besichtigen.